# Rudolf Benz

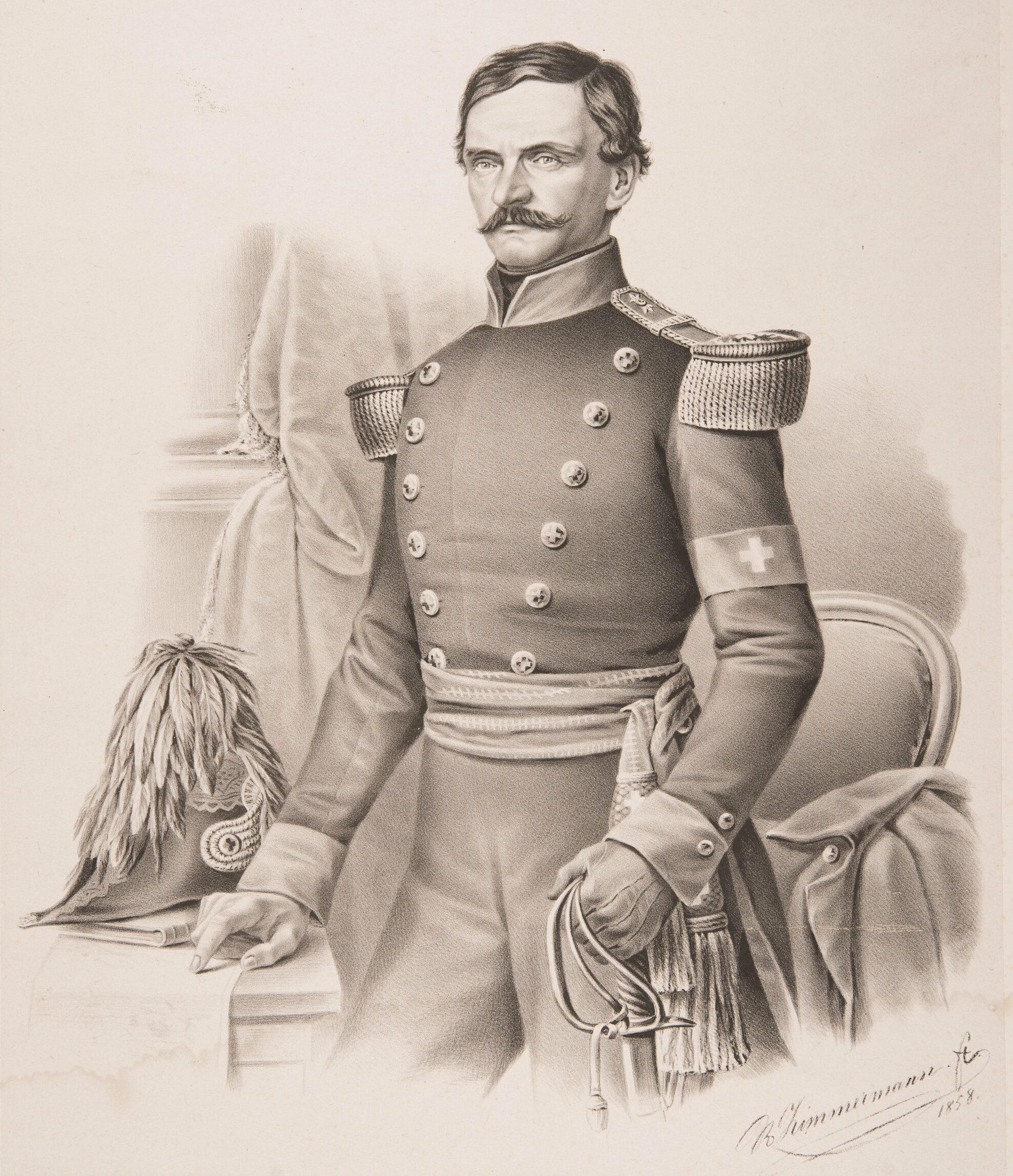
Rudolf Benz (1858)

Rudolf Benz (* 22. Dezember 1810 in Zürich; † 14. Juni 1872 ebenda) war ein Schweizer Jurist und Politiker.

## Biografie
Rudolf Benz war ein Sohn des Lohndieners, Weinschenken und Krämers Josef Benz. Sein Vater starb bereits 1813, so dass der Sohn schon früh für seinen Lebensunterhalt selbst sorgen musste. Er bildete sich im Selbststudium weiter, besuchte das politische Institut Zürich und Vorlesungen an der juristischen Fakultät der Universität Zürich.
Als Ratsprokurator, dann Substitut des Staatsanwaltes sammelte Benz berufliche Erfahrung. 1847/48 war er Oberrichter, von 1848 bis 1869 war er als Zürcher Regierungsrat für das Polizeiwesen zuständig. Zusätzlich war er ab 1863 bis 1869 Grossrat. Gleichzeitig war er Oberst im Generalstab.
Rudolf Benz war von 1848 bis 1869 liberaler Nationalrat. In einer Nationalratsdebatte geriet er 1848 mit dem Obersten Giacomo Luvini aus dem Kanton Tessin verbal so heftig aneinander, dass sie den Streit danach in einem Duell mit Säbeln ausfochten. Benz wurde dabei leicht an der Hand verletzt.
Benz war Verfasser des Strafgesetzbuches für den Kanton Zürich und wurde dafür von der Universität Zürich zum Ehrendoktor promoviert. Er war seit 1859 mit Maria Margarethe Rahm, einer Tochter des Weinhändlers Johann Jakob Rahm, verheiratet.